# Live Arena di Verona (DVD Video)
Live Arena di Verona è il DVD video della registrazione del concerto tenuto da Paolo Conte il 26 luglio 2005 all'Arena di Verona.
Testi, musiche e orchestrazioni sono di Paolo Conte.

## Tracce
1. La donna d'inverno
2. Sparring partner
3. Come-Di
4. Elegia
5. Sotto le stelle del jazz
6. Alle prese con una verde milonga
7. Sandwich man
8. Schiava del Politeama
9. Genova per noi
10. Via con me
11. Molto lontano
12. Bartali
13. Bamboolah
14. Lo zio
15. Madeleine
16. Chissà
17. Lupi spelacchiati
18. Gioco d'azzardo
19. Max
20. Diavolo rosso
21. Eden
22. La vecchia giacca nuova
23. Via con me (bis)

- Backstage
- Intervista

## Musicisti
- Paolo Conte: voce, pianoforte, kazoo, marimba.
- Daniele Di Gregorio: batteria, marimba, percussioni, pianoforte.
- Jino Touche: contrabbasso, chitarra, basso elettrico.
- Daniele Dall'Omo: chitarra.
- Massimo Pitzianti: bandoneón, fisarmonica, pianoforte, tastiera, sax baritono, clarinetto, sax soprano.
- Claudio Chiara: sax contralto, sax tenore, sax baritono, contrabbasso, flauto, tastiera, fisarmonica.
- Luca Velotti: sax soprano, sax contralto, sax tenore, sax baritono, clarinetto.
- Lucio Caliendo: oboe, fagotto, batteria, percussioni.